# 공배수
공배수(公倍數)란 두 개 이상의 자연수의 공통인 배수를 말한다. 예를 들어 3과 4의 공배수는 3의 배수이기도 하고 4의 배수이기도 한 수이다. 두 수의 공배수 중에서 가장 작은 수를 최소공배수라고 하는데, 두개이상의 모든 공배수는 최소공배수의 배수이다.

## 공배수 구하기
- 두 정수의 공배수를 구할 때에는 일반적으로 두 정수의 배수를 각각 구하여 공통인 배수를 찾는다.
- 두 정수를 각각 소인수분해하여 두 정수의 최소공배수를 구한 후 그 최소공배수의 모든 배수를 구하면 된다.
- 나눗셈에 의하여 최소공배수를 구한 후 최소공배수의 모든 배수들을 구한다.

## 같이 보기
- 최소공배수
- 공약수